# Ospedale Mazzini
Il Presidio ospedaliero "Mazzini" di Teramo è l'ospedale pubblico di primo livello della città abruzzese, e fa parte dell'azienda sanitaria locale di Teramo che comprende le preesistenti unità locali socio sanitarie di Teramo, Ospedale civile Maria Santissima dello Splendore di Giulianova, Atri e Sant'Omero. Serve un bacino di utenza di circa 300.000 persone, ripartiti nei 47 comuni della provincia.

## Storia
La storia della sanità e degli ospedali a Teramo prende ufficialmente il via nel 1323, infatti con l'emanazione della bolla del vescovo Niccolò degli Arcioni, viene affidata la gestione dell'Ospedale di Sant'Antonio all'hospitalario Bartolomeo di Zalfone.

Nel 1931 viene aperto a Viale Crucioli il nuovo ospedale Vittorio Emanuele III e tre anni dopo vede la luce l'ospedale sanatoriale Alessandrini Romualdi.
In questi anni si afferma a Teramo la specialità della Cardiologia,  che vede nelle strutture teramane operano personaggi come Dario Maestrini, uno dei massimi esperti in materia in quel periodo.
L'attuale struttura fu costruita a cavallo tra gli anni Sessanta-Settanta, sotto la gestione di Luigi Lolli come presidente e Bernardo Gramenzi come direttore sanitario. 

## Reparti
Unità Operative
• ALLERGOLOGIA E IMMUNOLOGIA A DIREZIONE UNIVERSITARIA
• ATTIVITA’ AMMINISTRATIVE PRESIDI OSPEDALIERI
• ANATOMIA PATOLOGICA
• ANESTESIA E RIANIMAZIONE
• CARDIOCHIRURGIA
• CARDIOLOGIA DEI SERVIZI
• CARDIOLOGIA U.T.I.C. ED EMODINAMICA
• CHIRURGIA GENERALE
• CHIRURGIA MAXILLO FACCIALE ED ODONTOSTOMATOLOGIA
• CHIRURGIA TORACICA A DIREZIONE UNIVERSITARIA
• CHIRURGIA VASCOLARE
• DERMATOLOGIA
• DIABETOLOGIA
• DIREZIONE MEDICA E GESTIONE COMPLESSIVA 
• EMATOLOGIA
• EMODINAMICA
• FARMACIA OSPEDALIERA
• FISICA SANITARIA
• GASTROENTEROLOGIA
• GESTIONE DELLE CONVENZIONI, ATTIVITA’ ISPETTIVA E DI VIGILANZA
• HOSPICE E CURE PALLIATIVE
• MALATTIE DELL’APPARATO RESPIRATORIO
• MALATTIE INFETTIVE
• MEDICINA FISICA E RIABILITAZIONE
• MEDICINA INTERNA
• MEDICINA NUCLEARE
• NEFROLOGIA E DIALISI
• NEONATOLOGIA
• NEUROCHIRURGIA
• NEUROLOGIA
• NEUROSPICHIATRIA INFANTILE
• OCULISTICA
• ONCOLOGIA
• ORTOPEDIA E TRAUMATOLOGIA
• OSTETRICIA E GINECOLOGIA
• OTORINOLARINGOIATRIA
• PATOLOGIA CLINICA
• PEDIATRIA 
• PRONTO SOCCORSO E OBI
• RADIOLOGIA E RMN
• RADIOLOGIA INTERVENTISTICA
• RADIOTERAPIA
• SENOLOGIA
• SERVIZIO 118
• SERVIZIO FARMACEUTICO TERRITORIALE 
• SERVIZIO IMMUNOEMATOLOGICO E 
TRASFUSIONALE – S.I.T. 
• SERVIZIO PSICHIATRICO DI DIAGNOSI E CURA
• STROKE UNIT
• TERAPIA DEL DOLORE
• TERAPIA EMODEPURATIVA
• TERAPIA INTENSIVA POST-OPERATORIA CARDIOCHIRURGICA
• UROLOGIA 